# HBO Signature (châu Á)
HBO Signature là một mạng lưới truyền hình trả tiền Đông Nam Á thuộc sở hữu HBO Châu Á với các bộ phim bom tấn Hollywood, bất kể thể loại nào.